# Astorre III Manfredi
Astorre III Manfredi (Faenza, 20 juin 1485 - Rome, 9 juin 1502), est un noble et condottiere  italien de la famille Manfredi qui a vécu au XVe siècle. Il a été seigneur de Faenza de 1488 à 1501.

## Biographie
Né à Faenza, Astorre III Manfredi est le fils de Galeotto Manfredi, seigneur de Faenza, et de Francesca Bentivoglio (fille de Giovanni II Bentivoglio, gonfalonier de Bologne) qu’il épouse en 1482.
À la mort de son père, assassiné par son épouse, en 1488, il lui succède à l’âge de trois ans. Sa mère ayant été expulsée de la ville, sa tutelle et la régence de Faenza sont alors exercées par un conseil formé de huit citoyens de Faenza et de huit citoyens de Val de Lemone.
En 1494, il épouse Bianca Riario Sforza, fille de Catherine Sforza et de Girolamo Riario, à la suite de l’intervention de Ludovic Sforza qui veut consolider le pouvoir de sa sœur Catherine sur Forlì en créant une alliance avec la seigneurie voisine de Faenza. Le mariage n'est pas consommé.
Il signe un contrat de condotta avec la république de Venise, s'engageant pendant quatre ans à fournir annuellement cent hommes d'armes au prix de 8 000 ducats. Venise, méfiante, demande la présence sur place d'un proviseur militaire pour surveiller le condottiere en lui offrant en retour la protection pour lui et sa famille. En avril 1500, il se présente devant le Sénat de la Sérénissime pour renouveler son serment d'allégeance faisant de lui « un fils de l'Etat vénitien ».
Durant l’hiver 1500-1501, Faenza est assiégée par César Borgia qui mène une campagne de reconquête de la Romagne pour le compte du pape Alexandre VI. Faenza se défend avec courage et ne se rend que le 26 avril 1501. Cette défense valeureuse amène César Borgia à une certaine clémence, la ville n'est pas mise à sac et Astorre ainsi que son demi-frère Gianevangelista restent libres et rejoignent la cour de César à Rome.
Après quelque temps, il est enfermé au château Saint-Ange, où il est assassiné avec son demi-frère le 9 juin 1502. Leurs corps sont retrouvés dans le Tibre une pierre autour du cou, ainsi que deux autres jeunes hommes avec les bras liés, une jeune femme et de nombreux autres.
Les chroniqueurs s'accordent pour dire que son règne sur Faenza est une période prospère grâce à la clairvoyance du conseil de régence qui dirige la ville et qu'il est l'un des rares tyrans de l'époque à être aimé de son peuple.

## Cinéma
Astorre III Manfredi, interprété par Jean Sorel, est un des principaux personnages du film de Sergio Corbucci L'Uome che ride (1966), adaptation de L'Homme qui rit de Victor Hugo à l'époque de la reconquête de la Romagne par César Borgia.